# Vanderbilt Trophy
De Vanderbilt Throphy is de prijs voor een jaarlijks terugkerende  bridgewedstrijd voor viertallen-teams, die in 1928 gesticht werd door Harold Stirling Vanderbilt en die de prijs zelf won in 1932 en 1940. Dit bridge-evenement werd jaarlijks gehouden in New York - als een opzichzelfstaande wedstrijd – tot het in 1958 een onderdeel werd van de "Spring North American Championships".
De winnaars ontvangen een replica van de oorspronkelijke Trophy – een gebruik sinds de eerste wedstrijd – die wordt gefinancierd uit een trustfonds uit de nalatenschap van Vanderbilt en beheerd door de American Contract Bridge League (ACBL).
De enige Nederlandse winnaar is Jan Jansma die in 2022 in een team met Noren en Amerikanen de finale won.

## Winnaars
- 1928 - Ralph Richards, Gratz Scott, Edwin Wetzlar, Wilbur Whitehead (gelijk geëindigd met Abraham Brown, Mrs. Sidney Lovell, Caroline Taylor, Nils Wester)
- 1929 - Michael Gottlieb, Lee Langdon, Jean Mattheys, Harry Raffel
- 1930 - Ely Culbertson, Josephine Culbertson, Theodore Lightner, Waldemar von Zedtwitz
- 1931 - David Burnstine, Oswald Jacoby, Willard Karn, P. Hal Sims
- 1932 - Willard Karn, P. Hal Sims, Harold S. Vanderbilt, Waldemar von Zedtwitz
- 1933 - Phil Abramsohn, Benjamin Feuer, Francis Rendon, Sydney Rusinow
- 1934 - David Burnstine, Richard Frey, Michael Gottlieb, Oswald Jacoby, Howard Schenken
- 1935 - David Burnstine, Michael Gottlieb, Oswald Jacoby, Howard Schenken, Sherman Stearns
- 1936 - Phil Abramsohn, Irving Epstein, Harry Fishbein, Fred Kaplan
- 1937 - David Burnstine, Oswald Jacoby, Merwyn Maier, Howard Schenken, Sherman Stearns
- 1938 - David Burnstine, Oswald Jacoby, Merwyn Maier, Howard Schenken, Sherman Stearns
- 1939 - Melville Alexander, Sigmund Dornbusch, Syl Gintell, Lee Hazen, Harry Raffel
- 1940 - Edward Hymes Jr., Charles Lochridge, Robert McPherran, Harold S. Vanderbilt, Waldemar von Zedtwitz
- 1941 - John Crawford, Myron Fuchs, Robert McPherran, Sherman Stearns
- 1942 - Lester Bachner, Sigmund Dornbusch, Richard Frey, Lee Hazen, Sam Stayman
- 1943 - Harry Fagin, Harry Fishbein, Fred Kaplan, Alvin Roth, Tobias Stone
- 1944 - B. Jay Becker, Charles Goren, Sidney Silodor, Helen Sobel
- 1945 - B. Jay Becker, Charles Goren, Sidney Silodor, Helen Sobel
- 1946 - John Crawford, Oswald Jacoby, George Rapee, Howard Schenken, Sam Stayman
- 1947 - David Clarren, Harry Feinberg, Harry Fishbein, Larry Hirsch, Joseph Low
- 1948 - Robert Appleyard, Jay T. Feigus, William Lichtenstein, Harry Sonnenblick, Albert Weiss
- 1949 - Morrie Elis, Harry Fishbein, Lee Hazen, Larry Hirsch, Charles Lochridge
- 1950 - John Crawford, George Rapee, Howard Schenken, Sidney Silodor, Sam Stayman
- 1951 - B. Jay Becker, John Crawford, George Rapee, Sam Stayman
- 1952 - Ned Drucker, Irvin Kass, Sidney Mandell, Milton Moss, Jesse Sloan
- 1953 - Richard Kahn, Edgar Kaplan, Peter Leventritt, William Lipton, Ruth Sherman
- 1954 - Kalman Apfel, Francis Begley, Ned Drucker, Sidney Mandell, Milton Moss
- 1955 - B. Jay Becker, John Crawford, George Rapee, Howard Schenken, Sidney Silodor
- 1956 - B. Jay Becker, John Crawford, George Rapee, Howard Schenken, Sidney Silodor
- 1957 - B. Jay Becker, John Crawford, George Rapee, Howard Schenken, Sidney Silodor
- 1958 - Harry Fishbein, Sam Fry Jr., Leonard Harmon, Lee Hazen, Ivar Stakgold
- 1959 - B. Jay Becker, John Crawford, Norman Kay, George Rapee, Sidney Silodor, Tobias Stone
- 1960 - John Crawford, Norman Kay, Sidney Silodor, Tobias Stone
- 1961 - Charles Coon, Robert Jordan, Eric Murray, Arthur Robinson
- 1962 - Larry Kolker, Carolyn Levitt, Jerry Levitt, Garrett Nash, George de Runtz
- 1963 - Harold Harkavy, Edith Kemp, Alvin Roth, Clifford Russell, William Seamon, Albert Weiss
- 1964 - Bob Hamman, Eddie Kantar, Don Krauss, Peter Leventritt, Lew Mathe, Howard Schenken
- 1965 - Philip Feldesman, John Fisher, James Jacoby, Oswald Jacoby, Ira Rubin, Albert Weiss
- 1966 - Philip Feldesman, Bob Hamman, Sami Kehela, Lew Mathe, Ira Rubin
- 1967 - James Jacoby, Mike Lawrence, Lew Mathe, Bobby Nail, Ron Von der Porten, Lew Stansby
- 1968 - Bobby Jordan, Edgar Kaplan, Norman Kay, Arthur Robinson, Bill Root, Alvin Roth
- 1969 - Gerald Hallee, Paul Soloway, John Swanson, Richard Walsh
- 1970 - Edgar Kaplan, Norman Kay, Sami Kehela, Sidney Lazard, Eric Murray, George Rapee
- 1971 - Bill Eisenberg, Bobby Goldman, Bob Hamman, Jim Jacoby, Mike Lawrence, Bobby Wolff
- 1972 - Steven Altman, Eugene Neiger, Thomas Smith, Alan Sontag, Joel Stuart, Peter Weichsel
- 1973 - Mark Blumenthal, Bobby Goldman, Bob Hamman, Mike Lawrence, Bobby Wolff
- 1974 - David Crossley, Robert Crossley, Eric Kokish, Joey Silver
- 1975 - Roger Bates, Larry Cohen, Richard Katz, John Mohan, George Rosenkranz
- 1976 - Roger Bates, Larry Cohen, Richard Katz, John Mohan, George Rosenkranz
- 1977 - Mike Becker, Mark Blumenthal, Fred Hamilton, Mike Lawrence, Ron Rubin, John Swanson
- 1978 - Malcolm Brachman, Bobby Goldman, Eddie Kantar, Billy Eisenberg, Mike Passell, Paul Soloway
- 1979 - Lou Bluhm, Richard Freeman, Mark Lair, Cliff Russell, Tom Sanders, Eddie Wold
- 1980 - Russ Arnold, Bobby Levin, Jeff Meckstroth, Bud Reinhold, Eric Rodwell
- 1981 - B. Jay Becker, Michael Becker, Edgar Kaplan, Norman Kay, Ron Rubin
- 1982 - James Jacoby, Jeff Meckstroth, Mike Passell, Eric Rodwell, George Rosenkranz, Eddie Wold
- 1983 - Bill Root, Richard Pavlicek, Norman Kay, Edgar Kaplan
- 1984 - Chip Martel, Lew Stansby, Hugh Ross, Peter Pender
- 1985 - Eric Rodwell, Jeff Meckstroth, Ron Rubin, Mike Lawrence, Michael Becker, Peter Weichsel
- 1986 - Edgar Kaplan, Norman Kay, Bill Root, Richard Pavlicek
- 1987 - Peter Pender, Peter Boyd, Lew Stansby, Hugh Ross, Steve Robinson, Chip Martel
- 1988 - Eddie Kantar, Alan Sontag, John Mohan, Roger Bates
- 1989 - Ron Rubin, Michael Becker, Bart Bramley, Robert Levin, Lou Bluhm, Peter Weichsel
- 1990 - Dan Morse, John Sutherlin, Michael Kamil, Ron Gerard, Tom Sanders, Bill Pollack
- 1991 - Steve Robinson, Peter Boyd, Kit Woolsey, Ed Manfield
- 1992 - Andy Goodman, John Mohan, Roger Bates, John Schermer, Neil Chambers
- 1993 - Howard Weinstein, Peter Nagy, Dan Morse, John Sutherlin, Tom Sanders, Russ Arnold
- 1994 - Seymon Deutsch, Gaylor Kasle, Michael Rosenberg, Zia Mahmood, Chip Martel, Lew Stansby
- 1995 - Bill Root, Richard Pavlicek, Michael Polowan, Marc Jacobus
- 1996 - Zia Mahmood, Michael Rosenberg, Seymon Deutsch, Chip Martel, Lew Stansby
- 1997 - Richard Schwartz, Mark Lair, Steve Robinson, Peter Boyd, Paul Soloway, Bobby Goldman
- 1998 - Richard Schwartz, Mark Lair, Chip Martel, Lew Stansby, Paul Soloway, Bobby Goldman
- 1999 - George Jacobs, Ralph Katz, Peter Weichsel, Alan Sontag, Lorenzo Lauria, Alfredo Versace
- 2000 - Nick Nickell, Richard Freeman, Bob Hamman, Paul Soloway, Jeff Meckstroth, Eric Rodwell
- 2001 - Andrew Gromov, Aleksander Petrunin, Cezary Balicki, Adam Zmudzinski
- 2002 - Reese Milner, Marc Jacobus, Sam Lev, John Mohan, Jacek Pszczola, Piotr Gawrys
- 2003 - Nick Nickell, Richard Freeman, Bob Hamman, Paul Soloway, Jeff Meckstroth, Eric Rodwell
- 2004 - George Jacobs, Ralph Katz, Norberto Bocchi, Giorgio Duboin, Lorenzo Lauria, Alfredo Versace
- 2005 - Richard Schwartz, Mike Becker, David Berkowitz, Larry N. Cohen, Andrea Buratti, Massimo Lanzarotti
- 2006 - Fred Chang, Seymon Deutsch, Gunnar Hallberg, Zhong Fu, Jack Zhao
- 2007 - Björn Fallenius, Antonio Sementa, Christal Henner-Welland, Roy Welland, Cezary Balicki, Adam Żmudziński
- 2008 - Boguslaw Gierulski, Krzysztof Jassem, Krzysztof Martens, Jerzy Skrzypczak; Piotr Walczak (npc)
- 2009 - Ralph Katz, George Jacobs, Bobby Levin, Steve Weinstein, Walid Elahmady, Tarek Sadek
- 2010 - Pierre Zimmermann, Franck Multon, Michel Bessis, Thomas Bessis, Geir Helgemo, Tor Helness
- 2011 - Marty Fleisher, Mike Kamil, Chip Martel, Lew Stansby, Bobby Levin, Steve Weinstein
- 2012 - Leslie Amoils, Darren Wolpert, Joe Grue, Curtis Cheek, Ishmael Delmonte, Thomas Bessis
- 2013 - Sabine Auken, Roy Welland, Morten Bilde, Dennis Bilde
- 2014 - Nick Nickell, Ralph Katz, Jeff Meckstroth, Eric Rodwell, Robert Levin, Steve Weinstein
- 2015 - Giorgio Duboin, Zia Mahmood, Agustin Madala, Norberto Bocchi
- 2016 - Norberto Bocchi, Diego Brenner, Zia Mahmood, Giorgio Duboin, Alejandro Bianchedi, Agustin Madala
- 2017 - Nick Nickell, Ralph Katz, Bobby Levin, Jeff Meckstroth, Eric Rodwell, Steve Weinstein
- 2018 - Chip Martel, Marty Fleisher, Eric Greco, Joe Grue, Geoff Hampson, Brad Moss
- 2019 - Jeffrey Wolfson, Mike Becker, Peter Crouch, Steve Garner, Alexander Hydes, Mike Kamil
- 2020 - niet gehouden vanwege de COVID-19-pandemie
- 2021 - niet gehouden vanwege de COVID-19-pandemie
- 2022 - Christian Bakke, Boye Brogeland, Jan Jansma, Andrew Rosenthal, Aaron Silverstein, Chris Willenken
- 2023 - Steve Garner, David Gold, Joe Grue, Zia Mahmood, Brad Moss, Jeffrey Wolfson
- 2024 - Nick Nickell, Ralph Katz, Eric Greco, Geoff Hampson, Bobby Levin, Steve Weinstein